# 西藪下町
西藪下町（にしやぶしたちょう）は、愛知県名古屋市西区の地名。

## 歴史

### 町名の由来
藪下町の西側に位置することによる。

### 沿革
- 1917年（大正6年）9月15日 - 西区菊井町の一部により、同区西藪下町が成立[3]。
- 1924年（大正13年） - 則武小学校・新道小学校の合併により、江西尋常小学校設置[2]。
- 1939年（昭和14年） - 江西尋常高等小学校に改組される[2]。
- 1981年（昭和56年）
  - 4月29日 - 一部が西区則武新町二丁目・則武新町三丁目にそれぞれ編入される[3]。
  - 8月23日 - 西区則武新町二丁目・則武新町三丁目・菊井一丁目・菊井二丁目にそれぞれ編入され消滅[3]。